# Hemerobius striatulus
Hemerobius striatulus är en insektsart som beskrevs av Fabricius 1775. Hemerobius striatulus ingår i släktet Hemerobius och familjen florsländor. Inga underarter finns listade i Catalogue of Life.